# Muntiacus gongshanensis
Muntiacus gongshanensis is een zoogdier uit de familie van de hertachtigen (Cervidae). De wetenschappelijke naam van de soort werd voor het eerst geldig gepubliceerd door Ma in Ma, Wang & Shi in 1990.